# Zabrops tagax
Zabrops tagax är en tvåvingeart som först beskrevs av Samuel Wendell Williston  1883.  Zabrops tagax ingår i släktet Zabrops och familjen rovflugor. Inga underarter finns listade i Catalogue of Life.